# Satoshi Motoyama
Satoshi Motoyama (本山哲 Motoyama Satoshi?) (Tokio, Japón; 4 de marzo de 1971) es un piloto de automovilismo japonés.
Motoyama ha acumulado un impresionante palmarés en su país natal. En la categoría de monoplazas Fórmula Nippon resultó campeón en 1998, 2001, 2003 y 2005, subcampeón en 1999 y 2002, tercero en 2000 y cuarto en 2007, acumulando un total de 27 victorias y 50 podios.
También compite en el Campeonato Japonés de GT (actual Super GT Japonés) como piloto oficial de Nissan, donde se proclamó campeón en 2003 junto a Michael Krumm, en 2004 junto a Richard Lyons y en 2008 junto a Benoît Tréluyer. También resultó subcampeón en 2011, y cuarto en 1999 y 2000, además de ostentar el récord de victorias con 15.
El viernes anterior al Gran Premio de Japón de 2003 de la Fórmula 1, Motoyama fue tercer piloto del equipo Jordan. Al final de ese mismo año, realizó una jornada de pruebas con Renault en Jerez (España).

## Resultados

### Fórmula 1
(Clave) (negrita indica pole position) (cursiva indica vuelta rápida)

| Año     | Escudería   | 1   | 2   | 3   | 4   | 5   | 6   | 7   | 8   | 9   | 10  | 11  | 12  | 13  | 14  | 15  | 16     | Pos. | Puntos |
| ------- | ----------- | --- | --- | --- | --- | --- | --- | --- | --- | --- | --- | --- | --- | --- | --- | --- | ------ | ---- | ------ |
| 2003    | Jordan Ford | AUS | MYS | BRA | SMR | ESP | AUT | MON | CAN | EUR | FRA | GBR | GER | HUN | ITA | USA | JPN TD |      |        |
| Fuente: |             |     |     |     |     |     |     |     |     |     |     |     |     |     |     |     |        |      |        |